# Ашано
Ашано (итал. Asciano) је насеље у Италији у округу Сијена, региону Тоскана.
Према процени из 2011. у насељу је живело 4114 становника. Насеље се налази на надморској висини од 218 м.

## Становништво
Према резултатима пописа становништва 2011. у општини је живело 7.228 становника.
| 1931. | 1936. | 1951. | 1961. | 1971. | 1981. | 1991. | 2001. | 2011. |
| ----- | ----- | ----- | ----- | ----- | ----- | ----- | ----- | ----- |
| 8.809 | 9.268 | 9.734 | 8.070 | 5.867 | 6.019 | 6.210 | 6.488 | 7.228 |